# 里克灵
里克灵是德国石勒苏益格－荷尔斯泰因州的一个市镇。总面积38.94平方公里，总人口3195人，其中男性1672人，女性1523人（2011年12月31日），人口密度82人/平方公里。